# Тай Сімпкінс
Тай Кіган Сімпкінс (6 серпня 2001 , Нью-Йорк, Нью-Йорк ) — американський актор, який знявся у ряді відомих фільмів — «Астрал» (2011), його продовження «Астрал: Частина 2» (2013), «Світ Юрського періоду» (2015) та «Астрал: Червоні двері» (2023). Також відомий своєю появою в кінематографічному всесвіті Marvel як Харлі Кінер у фільмах «Залізна людина 3» (2013) і «Месники: Завершення» (2019), а також у незалежному фільмі «Кит» (2022).

## Походження та навчання
Сімпкінс народився 2001 року в Нью-Йорку в родині Монік і Стівена Сімпкінса. Його старша сестра — акторка Раян Сімпкінс. У 2020 році він почав відвідувати Державний університет Сан-Дієго та є членом братства Pi Kappa Alpha.

## Акторська кар'єра
Сімпкінс вперше з'явився на телебаченні, коли йому було три тижні. Його перша роль була в Жити одне життя, де він розділив повторювану роль Джона «Джека» Крамера Меннінга. Потім Сімпкінс зіграв повторювану роль Джуда Купера Бавера в серіалі «Дороговказне світло», де він був «Джудом» протягом приблизно чотирьох років. Він зіграв головну роль у фільмі «Закон і порядок: Злочинні наміри» та кілька рекламних і друкованих оголошеннях.
Сімпкінс дебютував у кіно у фільмі Стівена Спілберга «Війна світів» (2005). Далі була головна роль у фільмі «Все королівстке військо» (2006), де він зіграв молоду версію персонажа Джуда Лоу, і зіграв Аарона у фільмі « Як малі діти», який отримав кілька нагород (2006). Сімпкінс продовжив роботу над фільмом «Гордість і слава» (2008), в якому він та його брат, актор Раян Сімпкінс, зіграли дітей Коліна Фаррелла . Сімпкінс також знімався в «Нічних садах» (2008), а потім «Житті спочатку» (2008), де він знову знявся разом зі своїм справжнім братом і сестрою Раяном. Сімпкінс зіграв гостьову роль у серіалах CSI, Приватна практика та Сім'ї з чотирьох осіб . У вересні 2009 року він підписав контракт на роль Люка у фільмі 2010 року «Три дні на втечу» . Він також зіграв Далтона Ламберта у фільмах «Астрал» (2011) і «Астрал: Частина 2» (2013). Тай Сімпкінс повторив цю роль через десять років у фільмі «Астрал: Червоні двері» (2023).
У 2013 році Сімпкінс знявся разом з Робертом Дауні-молодшим у бойовику «Залізна людина 3» у ролі напарника Тоні Старка Харлі Кінера (він також виконує цю роль у «Месниках» з Lego Marvel). Це був перший випадок, коли дитячий персонаж відігравав головну роль у фільмах <i id="mwYQ">про Залізну людину</i> . Він з'явився у фільмі 2016 року режисера «Залізної людини 3» Шейна Блека «Круті чуваки» .
У 2019 році Тай Сімпкінс повторив роль Харлі Кінер в епізодичній ролі під час похорону Старка наприкінці фільму «Месники: Завершення» . Пізніше Сімпкінс розповів, що йому довелося тримати в таємниці смерть Старка та його власну участь у фільмі протягом двох років.
Сімпкінс зіграв головну роль у блокбастері «Світ Юрського періоду» 2015 року і з'явився в ролі Адама в «Медоуленді» .
Сімпкінс зіграв християнського місіонера на ім'я Томас в оскароносному фільмі Даррена Аронофскі «Кит» (2022).

## Фільмографія

### Фільми
| † | Позначає фільми, які ще не вийшли в прокат |

| рік  | Назва                      | Роль             | Примітки         |
| ---- | -------------------------- | ---------------- | ---------------- |
| 2005 | Війна світів               | 3-річний хлопчик |                  |
| 2006 | Як малі діти               | Аарон Адамсон    |                  |
| 2008 | Сади ночі                  | Ділан Вайтхед    |                  |
| 2008 | Гордість і слава           | Метью Іган       |                  |
| 2008 | Життя спочатку             | Майкл Вілер      |                  |
| 2009 | Сім'я з чотирьох осіб      | Томмі Бейкер     |                  |
| 2009 | Абракадабра                | Такер            | короткометражний |
| 2010 | Три дні на втечу           | Люк Бреннан      |                  |
| 2011 | Астрал                     | Далтон Ламберт   |                  |
| 2012 | Аркадія                    | Нац              |                  |
| 2012 | Витяг                      | Молодий Ентоні   |                  |
| 2013 | Залізна людина 3           | Харлі Кінер      |                  |
| 2013 | Астрал. Частина 2          | Далтон Ламберт   |                  |
| 2015 | Шибениця                   | Макс Міллер      |                  |
| 2015 | Луговий край               | Адам             |                  |
| 2015 | Світ Юрського періоду      | Грей Мітчелл     |                  |
| 2015 | Барбадос                   | Гері             | короткометражний |
| 2016 | Круті чуваки               | Боббі            |                  |
| 2018 | Астрал: Останній ключ      | Далтон Ламберт   | Архівні кадри    |
| 2019 | Месники: Завершення        | Харлі Кінер      | Камео            |
| 2019 | Літня блискавка            | Філіп Олсон      | короткометражний |
| 2021 | Де Роза                    | Ерік Деніелс     |                  |
| 2022 | Кит                        | Томас            |                  |
| 2023 | Астрал: Червоні двері      | Далтон Ламберт   |                  |
| 2023 | Перевиховання Моллі Сінгер | Елліот           |                  |

### Телебачення
| рік       | Назва                            | Роль                 | Примітки                         |
| --------- | -------------------------------- | -------------------- | -------------------------------- |
| 2001–2002 | Жити одне життя                  | Джек Меннінг         | 4 епізоди                        |
| 2001–2005 | Дороговказне світло              | Джуд Купер Бауер     | 47 серій                         |
| 2005      | Закон і порядок: Злочинні наміри | Джейк Нікос          | Епізод: «Ex Stasis»              |
| 2008      | CSI: Місце злочину               | Тайлер Уолдріп       | Епізод: «Тисяча днів на Землі»   |
| 2008      | Приватна практика                | Брейден Тіш          | Епізод: «Минулий час»            |
| 2016      | Сім'янин                         | Маленький барабанщик | Епізод: «Як Грифон вкрав Різдво» |
| 2021      | Лікарка Дугі Камеалоха           | Ентоні               | Епізод: «Talk-Story»             |

### Відеоігри
| рік  | Назва                      | Роль         | Примітки |
| ---- | -------------------------- | ------------ | -------- |
| 2015 | Лего світ юрського періоду | Грей Мітчелл | Голос    |
| 2015 | Lego Dimensions            | Грей Мітчелл | Голос    |

### Театр
| рік  | Назва  | Роль   | Примітки              |
| ---- | ------ | ------ | --------------------- |
| 2018 | Кабаре | Ернст  | Дискусійні постановки |
| 2019 | Енні   | Півень |                       |

## Нагороди та номінації
| рік  | Нагорода                          | Категорія                                                               | Робота                | Результат |
| ---- | --------------------------------- | ----------------------------------------------------------------------- | --------------------- | --------- |
| 2014 | Премія Сатурн                     | Найкраща роль молодого актора                                           | Залізна людина 3      | Номінація |
| 2016 | Премія Сатурн                     | Найкраща роль молодого актора                                           | Світ Юрського періоду | Перемога  |
| 2016 | Нагороди молодого художника       | Найкраща гра в повнометражному фільмі — провідний молодий актор (11–13) | Світ Юрського періоду | Номінація |
| 2016 | Премія Young Entertainer Awards   | Найкращий молодий актор                                                 | Світ Юрського періоду | Номінація |
| 2018 | Broadway World Los Angeles Awards | Найкращий актор другого плану                                           | Кабаре                | Номінація |